# Dibble Bluff
Das Dibble Bluff ist ein markantes, steiles und 400 m hohes Felsenkliff im Westen von White Island im antarktischen Ross-Archipel. Es ragt 1,5 km südlich des Marshall Cirque am Rand des Schelfeises im McMurdo-Sund auf.
Das Advisory Committee on Antarctic Names benannte das Kliff 1999 nach dem neuseeländischen Geophysiker Raymond Russel Dibble von der Victoria University of Wellington, der zwischen 1980 und 1985 in fünf Kampagnen die vulkanische und seismische Aktivität des Mount Erebus auf der benachbarten Ross-Insel untersucht hatte.